# Finale de la Coupe d'Afrique des nations de football 2021
La finale de la Coupe d'Afrique des nations de football 2021 est la 33e finale de la Coupe d'Afrique des nations de football organisée par la CAF. Ce match de football a lieu le 6 février 2022 au Stade de football d'Olembe de Yaoundé, au Cameroun. Il oppose le Sénégal à l'Égypte. Les deux équipes sont à égalité 0-0 après prolongation, et le Sénégal remporte le titre pour la première fois de son histoire au terme de la séance de tirs au but (4-2).

## Parcours des équipes
Note : dans les résultats ci-dessous, le score du finaliste est toujours donné en premier.
| Rang | Équipe   | Pts | J | G | N | P | Bp | Bc | Diff |
| ---- | -------- | --- | - | - | - | - | -- | -- | ---- |
| 1    | Sénégal  | 5   | 3 | 1 | 2 | 0 | 1  | 0  | +1   |
| 2    | Guinée   | 4   | 3 | 1 | 1 | 1 | 2  | 2  | 0    |
| 3    | Malawi   | 4   | 3 | 1 | 1 | 1 | 2  | 2  | 0    |
| 4    | Zimbabwe | 3   | 3 | 1 | 0 | 2 | 3  | 4  | -1   |

| Rang | Équipe        | Pts | J | G | N | P | Bp | Bc | Diff |
| ---- | ------------- | --- | - | - | - | - | -- | -- | ---- |
| 1    | Nigeria       | 9   | 3 | 3 | 0 | 0 | 6  | 1  | +5   |
| 2    | Égypte        | 6   | 3 | 2 | 0 | 1 | 2  | 1  | +1   |
| 3    | Soudan        | 1   | 3 | 0 | 1 | 2 | 1  | 4  | -3   |
| 4    | Guinée-Bissau | 1   | 3 | 0 | 1 | 2 | 0  | 3  | -3   |

## Match
| Match 52                 | Sénégal                                  | 0 - 0 a. p.           | Égypte                               | Stade de football d'Olembe, Yaoundé                  |                                                      |
| 6 février 2022 20h00 WAT |                                          | (0 - 0, 0 - 0, 0 - 0) |                                      | Arbitrage : Victor Gomes Arbitre vidéo : Adil Zourak | Arbitrage : Victor Gomes Arbitre vidéo : Adil Zourak |
| 6 février 2022 20h00 WAT | Rapport                                  |                       |                                      | Arbitrage : Victor Gomes Arbitre vidéo : Adil Zourak | Arbitrage : Victor Gomes Arbitre vidéo : Adil Zourak |
| 6 février 2022 20h00 WAT | Koulibaly · Diallo · Sarr · Dieng · Mané | Tirs au but 4 - 2     | Sayed · Abdelmonem · Hamdy · Lasheen | Arbitrage : Victor Gomes Arbitre vidéo : Adil Zourak | Arbitrage : Victor Gomes Arbitre vidéo : Adil Zourak |

| Senegal | Egypt |

|                 | 16 | Édouard Mendy         |     |     |
|                 | 20 | Bouna Sarr            |     |     |
|                 | 3  | Kalidou Koulibaly (c) | 44e |     |
|                 | 22 | Abdou Diallo          | 54e |     |
|                 | 2  | Saliou Ciss           |     |     |
|                 | 8  | Cheikhou Kouyaté      |     | 66e |
|                 | 6  | Nampalys Mendy        | 17e |     |
|                 | 5  | Idrissa Gueye         |     |     |
|                 | 18 | Ismaïla Sarr          |     | 77e |
|                 | 10 | Sadio Mané            | 88e |     |
|                 | 19 | Famara Diédhiou       |     | 77e |
| Remplaçants :   |    |                       |     |     |
|                 | 26 | Pape Gueye            |     | 66e |
|                 | 9  | Boulaye Dia           |     | 77e |
|                 | 15 | Bamba Dieng           |     | 77e |
| Sélectionneur : |    |                       |     |     |
| Aliou Cissé     |    |                       |     |     |

|                 | 16 | Mohamed Abou Gabal   |     |     |
|                 | 8  | Emam Ashour          |     |     |
|                 | 2  | Mohamed Abdelmonem   | 5e  |     |
|                 | 15 | Mahmoud Hamdy        |     |     |
|                 | 13 | Ahmed Abou El Fatouh |     |     |
|                 | 5  | Hamdy Fathy          | 37e | 99e |
|                 | 17 | Mohamed Elneny       |     |     |
|                 | 4  | Amr El Solia         |     | 59e |
|                 | 10 | Mohamed Salah (c)    |     |     |
|                 | 22 | Omar Marmoush        |     | 59e |
|                 | 14 | Mostafa Mohamed      |     | 59e |
| Remplaçants :   |    |                      |     |     |
|                 | 7  | Trézéguet            |     | 59e |
|                 | 21 | Zizo                 |     | 59e |
|                 | 28 | Marwan Hamdy         |     | 59e |
|                 | 18 | Mohanad Lasheen      |     | 99e |
| Sélectionneur : |    |                      |     |     |
| Carlos Queiroz  |    |                      |     |     |

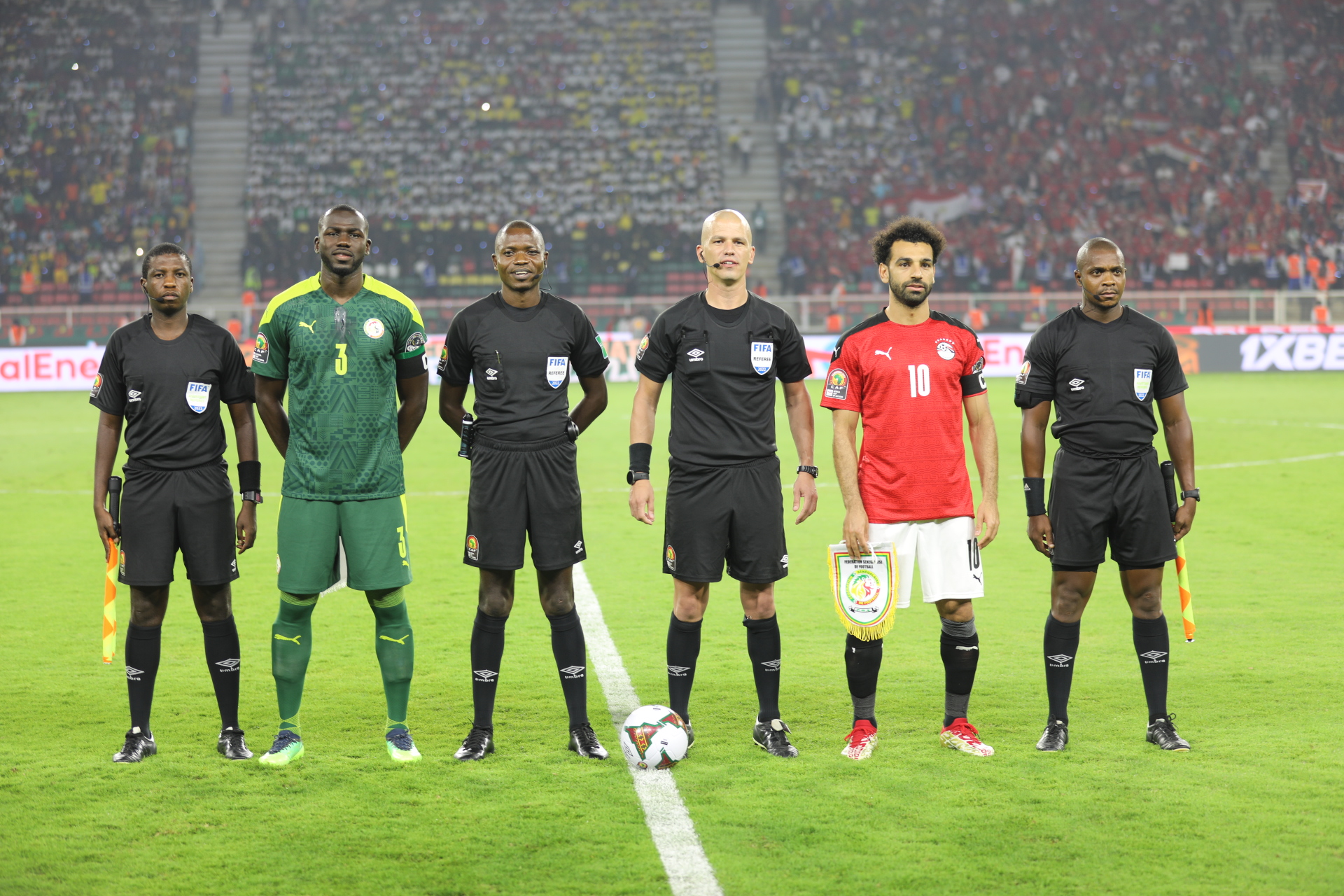
L'arbitre Victor Gomes avec ses assistants et les deux capitaines d'équipe, le sénégalais Kalidou Koulibaly et l'égyptien Mohamed Salah.

| Arbitres assistants : Zakhele Siwela Souru Phatsoane Quatrième arbitre : Jean Jacques Ndala Ngambo Arbitre assistant de réserve :' Olivier Safari Arbitre assistant vidéo : Adil Zourak Arbitres assistants vidéo assistants : Bouchra Karboubi Zakaria Brinsi Homme du match : Mohamed Abou Gabal |

## Statistiques
| Statistiques      | Sénégal | Égypte |
| ----------------- | ------- | ------ |
| Buts              | 0       | 0      |
| Total frappes     | 13      | 7      |
| Tirs cadrés       | 8       | 3      |
| Tirs non cadrés   | 5       | 4      |
| Possession        | 56%     | 44%    |
| Corners           | 3       | 4      |
| Arrets du Gardien | 3       | 8      |
| 23                | 30      |        |
| Offsides          | 1       | 1      |
| Cartons Jaunes    | 4       | 2      |
| Cartons Rouges    | 0       | 0      |